# Pseudoboa martinsi
Espèce
Pseudoboa martinsi est une espèce de serpents de la famille des Dipsadidae.

## Répartition
Cette espèce est endémique du Brésil. Elle se rencontre dans les États du Pará, d'Amazonas, du Roraima et du Rondônia.

## Étymologie
Cette espèce est nommée en l'honneur de Marcio Martins.

## Publication originale
- Zaher, Oliveira & Franco, 2008 : A new, brightly colored species of Pseudoboa Schneider, 1801 from the Amazon Basin (Serpentes, Xenodontinae). Zootaxa, no 1674, p. 27-37.